# Mabuinus
Mabuinus war ein spätantiker Goldschmied.
Er ist nur aus der literarischen Überlieferung bekannt. Laut des wohl gefälschten Testaments des 490 oder 491 verstorbenen Bischofs von Tours, Perpetuus, vermachte dieser ein von Mabuinus geschaffenes Goldkreuz seiner Kirche (lateinisch cruce similiter aurea, quam Mabuinus fecit). Daraus ergibt sich auch die Datierung des Mabuinus in das späte 5. Jahrhundert, auch wenn darüber hinaus weder zu ihm noch zu seinem Werk genauere Angaben gemacht werden können.
In der national ausgerichteten Geschichtswissenschaft des 19. Jahrhunderts wurde Mabuinus als erster französischer Goldschmied angesehen.